# Joan Tafalla i Monferrer
Joan Tafalla (Barcelona, 1953) és un historiador, militant comunista i mestre d'escola jubilat. Va ingressar al Partit Socialista Unificat de Catalunya la primavera del 1971. El 1982 va participar en la fundació del Partit dels i les Comunistes de Catalunya. És doctor en Història Contemporània per la Universitat Autònoma de Barcelona amb una tesi sobre el capellà jacobí Jacques-Michel Coupé. Especialista en Antonio Gramsci, és també autor de nombrosos articles i ponències sobre democràcia, socialisme, Revolució Russa i pensament marxista. Va ser un dels fundadors de l'associació Espai Marx i en va ser membre actiu durant més de 15 anys.

## Obra publicada
- La izquierda como problema (amb Joaquín Miras, El Viejo Topo, 2013)
- Atlas histórico de la revolución francesa (amb Irene Castells, Síntesis, 2011)
- Miradas sobre la precariedad (El Viejo Topo, 2006)
- Socialización, democracia, autogestión (El Viejo Topo, 2004)
- ¡Hola Lenin! Reflexiones sobre la revolución (Editorial Irrecuperables, 2024)

### Traduccions
- Antonio Gramsci: Qui vol el fi, vol els mitjans: jacobinisme i bolxevisme: 1917-1926. Manresa: Tigre de Paper. ISBN 978-84-16855-37-7.